# Moineau sud-africain
Passer diffusus
Espèce
Statut de conservation UICN

 LC  : Préoccupation mineure
Le Moineau sud-africain (Passer diffusus) est une espèce d'oiseaux de la famille des Passeridae, parfois considérée comme une sous-espèce du Moineau gris (P. griseus).

## Répartition
Son aire s'étend du sud de l'Angola et de la Tanzanie à travers l'Afrique australe.